# جريج ياكوبسون
جريج ياكوبسون (بالإنجليزية: Gregg Jakobson)‏ هو كاتب أغاني أمريكي، ولد في 2 أغسطس 1939.

## وصلات خارجية
- جريج ياكوبسون على موقع ميوزك برينز (الإنجليزية)